# AUS 32
Az AUS 32 (aqueous urea solution) vagy másképp AdBlue (fantázianév) a karbamid vizes oldata, amely a kipufogógázhoz adagolva mérsékli a kibocsátott káros gázok mértékét. Egy készítmény az SCR (szelektív katalitikus redukció) katalizátorrendszerrel ellátott haszongépjárművek és autóbuszok egyik károsanyag-komponense, a nitrogén-oxidok kibocsátásának csökkentésére.
A dízelmotorok működésük közben a benzinmotoroknál nagyobb mennyiségű kormot juttatnak a levegőbe, valamint a nitrogén-oxid [NOx] kibocsátásuk is jelentős. Ez utóbbi komponens csökkentésére és a 2009-ben életbe lépő Euro 5-ös környezetvédelmi normának való megfelelés jegyében vezették be az AdBlue adalékanyagot.
Jelenleg háromféle jelentősebb technológia áll rendelkezésre a NOx-kibocsátás mérséklésére: EGR (Exhaust Gas Recirculation), LNT/NAC (Lean NOx Trap vagy NOx Adsorber Catalyst) és az ún. urea-SCR, más néven AdBlue, a nemrégiben mobil emissziócsökkentésre kifejlesztett karbamidoldat. 
Az AdBlue megfelelő hőmérsékleti tartományban, bontatlan csomagolással legfeljebb egy évig tárolható, 32,5% karbamidot, és 67,5% ioncserélt vizet tartalmazó, nagy tisztaságú folyadék.

## Működési elve
Az SCR technológia lényege, hogy AdBlue folyadékot vagyis karbamidoldatot fecskendeznek a kipufogógázba, mely egy speciális katalizátorba lép be. A rendszernek viszonylag magas hőmérsékletre (min. 250 °C) van szüksége ahhoz, hogy hatékonyan működésbe lépjen és csökkentse a károsanyag-kibocsátást – ezt városi forgalomban teljesíteni lényegesen nehezebb, emiatt induláskor a motorvezérlés segítségével a kipufogógáz hőmérsékletét különböző megoldásokkal igyekeznek gyorsan emelni, hogy az minél előbb felfűtse a katalizátort. A hő hatására felszabadult ammónia reakcióba lép a kipufogógáz nitrogén-oxidjaival, és nitrogénné, valamint vízzé alakítja át azokat. 
Az erősen korrodáló hatású – amúgy teljesen veszélytelen – AdBlue folyadék mínusz 11 °C-on fagy meg. Emiatt az AdBlue-tartályból a katalizátorba vezető csövek duplafalúak, ami lehetővé teszi, hogy a hűtőrendszer felfűtse ezeket a csöveket, illetve magát az AdBlue-tartályt, ha az megfagyott.
Egy külön ellenőrző egység figyeli a rendszert és biztosítja a kémiai folyamat fennmaradását a katalizátorban.
A rendszer működéséből menet közben a sofőr semmit nem vesz észre, egyedül az AdBlue-adalék mennyiségét mutatja egy kijelző a műszerfalon. Az AdBlue, akárcsak az üzemanyag, minden kúton kapható, a vezetőknek 8–10 ezer kilométerenként ajánlatos a folyadékot pótolni az erre kialakított tartályba.
A Euro emissziócsökkentési normák előírják, hogy az AdBlue folyadék szintjének csökkenése estén a vezetőt figyelmeztetni kell. Az SCR-katalizátor integráns része az OBD-monitorrendszernek (On-Board Diagnostics). Teljes kifogyás esetén a rendszer engedélyezi, hogy eljussunk a következő benzinkútig, azonban a motorteljesítmény részleges elvételével, majd a motorindítás blokkolásával biztosítja a normák betartását. Az AdBlue-folyadék helyettesítésével (pl. vízzel) sem érdemes próbálkozni, mert az emisszióellenőrző egység ilyen esetben is letiltja a motor indítását. Távol-keleti gyártók ezen rendszer kijátszására kínálnak megoldást a leggyakoribb gyártók motorjaihoz, az OBD2 diagnosztikai aljzatra csatlakoztatható cigarettásdoboz méretű készülék formájában, amely csatlakoztatott állapotában leállítja az adalék befecskendezését és kiiktatja a NOx-szenzorokat, ezzel hatástalanítva a teljes AdBlue-rendszert. Mivel a nitrogén-oxid felelőssé tehető különféle szív- és légzőszervi megbetegedésekért, azok az üzemeltetők, akik nem használnak AdBlue adalékanyagot Euro 4-es, 5-ös és 6-os járműveikben, súlyos környezetkárosítást követnek el.